# Chiesa di Santa Maria del Torresino
La chiesa di Santa Maria del Pianto (o della Madonna addolorata) al Torresino, conosciuta più comunemente come chiesa di Santa Maria del Torresino o chiesa del Torresino è un edificio religioso che chiude solennemente la strà del Vanzo ora via Seminario a Padova. La chiesa attuale, iniziata nel 1718 secondo progetto di Gerolamo Frigimelica, sostituì un più antico oratorio sorto accanto ad un "torresino", una torre della vecchia fortificazione intermedia poi demolita, che recava la raffigurazione della Vergine che intorno al 1450 compì alcuni miracoli. L'edificio è una delle più alte espressioni del tardobarocco veneto settecentesco. La chiesa è parrocchiale, appartenente al vicariato della Cattedrale.

## Storia
L'attuale edificio risale al secondo decennio del XVIII secolo e fu concepito come santuario mariano, grazie a Daniele Tebaldi, membro della confraternita di Santa Maria della Pietà e stampatore nella vicina tipografia del Seminario, istituita nel 1670 dal vescovo Gregorio Barbarigo. Tebaldi propose l'ampliamento della struttura quattrocentesca, risalente al 1479 e che conteneva la venerata immagine della Pietà, su disegno del conte Girolamo Frigimelica, architetto padovano impegnato in quegli anni nel cantiere della Cattedrale. Il progetto nacque tra il 1718-1719, ma i lavori iniziarono nel 1720 e terminarono nel 1726, anno dell'officiatura della Chiesa. Nel 1808 avvenne la trasformazione da santuario a chiesa parrocchiale, in sostituzione della vicina chiesa di san Michele Arcangelo, che venne parzialmente demolita; con ciò venne a perdere progressivamente il suo ruolo di centro devozionale. Nel 1925 la demolizione dell'antica canonica, per far posto alla via Marin, comportò gravi problemi strutturali, risolti con il restauro effettuato tra il 2003 e il 2004. Il nome "Torresino" deriva dall'immagine della Pietà inserita in una delle torri di vedetta delle mura medievali che qui passavano, in prossimità del canale delle Acquette.

## Descrizione
Il progetto fu condizionato dalla volontà di mantenere la collocazione originaria dell'immagine sacra, da sempre oggetto di venerazione. I vincoli in particolare erano due: il primo era l'individuazione di un'area che doveva scostarsi di poco dal luogo del miracolo; il secondo l'ubicazione dell'immagine della Pietà che doveva godere di una posizione privilegiata all'interno del nuovo edificio.
Di qui la scelta della pianta centrale, secondo un modello che risale agli edifici tardoantichi costruiti intorno ad un sepolcro monumentale (i martyria) poi ripreso nel Rinascimento. I lavori di abbellimento proseguirono nel corso del Settecento e solo nel 1753 il cardinale Carlo Rezzonico, vescovo di Padova e futuro papa Clemente XIII, presiedette all'ufficiale consacrazione della Chiesa. Nel 2012 la piazzetta antistante la chiesa è stata intitolata a Francesco Canova, medico e docente universitario, fondatore della nota organizzazione non governativa Medici con l'Africa Cuamm.

### Esterno
Il gusto scenografico e ricco di simbologia della chiesa del Torresino è debitore dell'attività del genovese Filippo Parodi, ideatore della cappella delle Reliquie nella Basilica del Santo. Frigimelica mitigò l'esuberanza barocca recuperando in parte anche la tradizione rinascimentale di Andrea Palladio con una facciata a fronte di tempio con semicolonne corinzie intervallate da tre portali sormontati da finestroni; alcuni elementi ricordano l'idea della "torre" e rimandano all'originaria collocazione dell'immagine venerata: il tiburio merlato che corona la cupola, nascosta, e il campanile a torretta. La facciata è coronata da un timpano decorato con altorilievo attribuito a Francesco Bonazza "Gesù in pietà tra angeli". Dello stesso artista le statue sopra lo spiovente del timpano: da sinistra Maria, San Giovanni evangelista, la Croce di Cristo sostenuta da angeli, Santa Maria Maddalena e san Longino.

### Interno

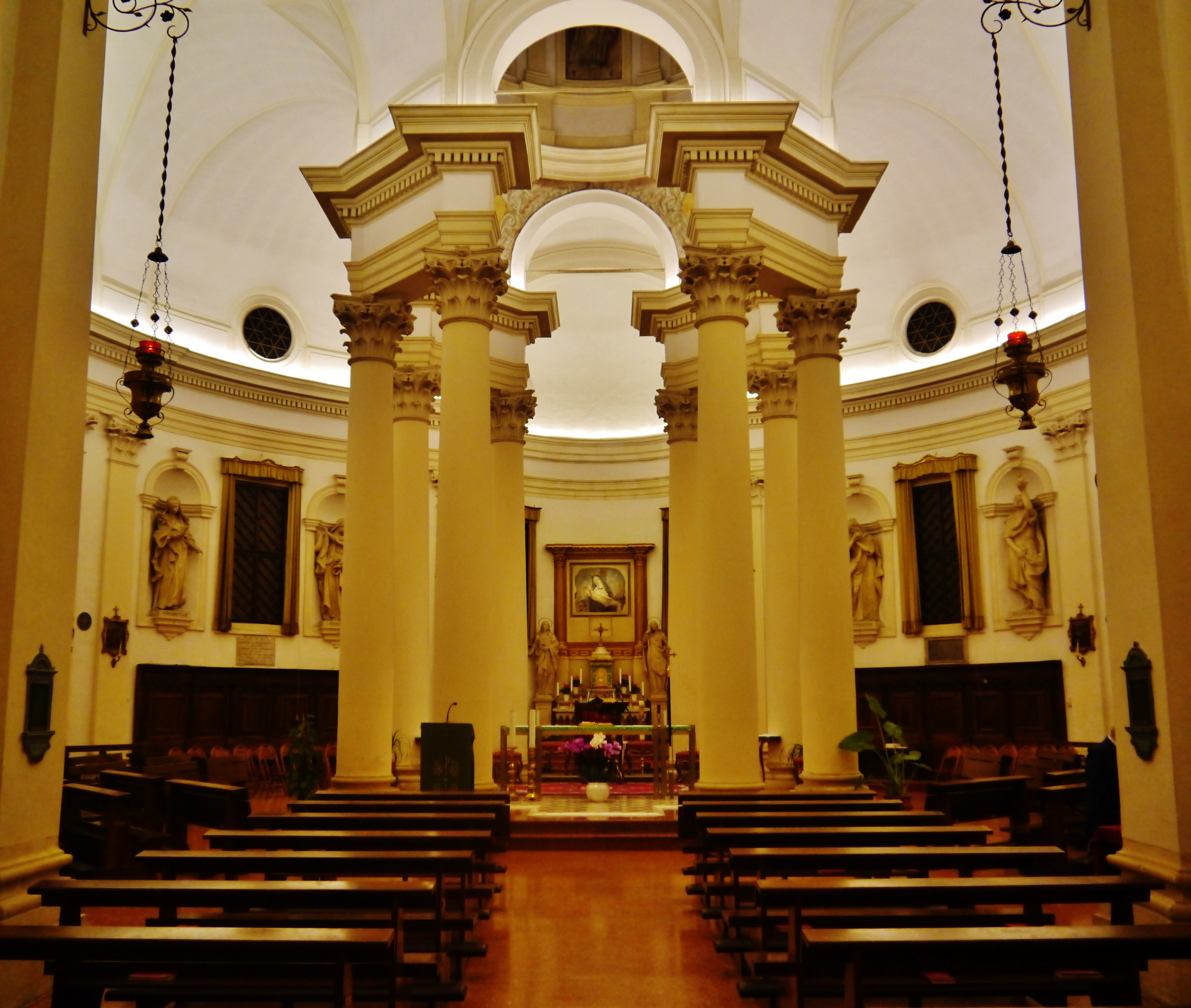
L'interno della chiesa

L'interno è caratterizzato dalla solennità delle strutture con l'alternanza dell'uso della pietra tenera di Costozza e l'intonaco bianco. L'atrio rettangolare si inserisce nel volume centrale attraverso un grandioso arco a tutto sesto al cui centro si erge il presbiterio sopraelevato delimitato da otto colonne corinzie binate che sorreggono l'alto tamburo sopra il quale si innesta la cupola racchiusa nella torretta.
Nell'atrio tele di Giulio Cirello e Guy Louis II Vernansal a sinistra, a destra fonte battesimale e un crocifisso processionale del XVIII secolo. Nelle nicchie dell'atrio due statue in pietra di Costozza di Tommaso Bonazza: a sinistra la Fede e a destra la Religione. Lungo tutto l'emiciclo della chiesa sono collocate entro nicchie le Virtù mariane scolpite in pietra di Costozza negli anni quaranta del settecento dal maggior esponente della famiglia Bonazza, Antonio: da sinistra la Pazienza, la Prudenza, la Verginità, la Purezza, l' Umiltà, la Carità, la Castità, l' Innocenza; alle nicchie si alternano le quattordici tele della Via Crucis dipinte da ignoto artista parigino; l'opera risale al 1722, come riportò l'erudito Pietro Brandolese alla fine del settecento. Nell'aula circolare si innestano tre cappelle: nella cappella di destra si trova l'altare dedicato alla Natività di Maria che ospita una pala di Guy Louis Vernansal; nella cappella sinistra altare della Natività di Gesù con pala sempre di Vernansal; nella cappella centrale è collocato l'altare maggiore con il lacerto d'affresco della Pietà; ai lati due sculture in pietra di Costozza: a sinistra San Giovanni evangelista e a destra Santa Maria Maddalena di Giovanni Bonazza. L'altare maggiore è allineato con l'area presbiteriale, ripensata completamente dall'architetto Carlo Scarpa a partire dal 1975 fino al 1979, dopo la sua morte, con il rifacimento della pavimentazione con tessere ad "elle" che si uniscono formando riquadri diversi e il nuovo altare rettangolare in acciaio e bronzo ricoperto da una lastra di marmo proveniente dall'Algeria meridionale con inserti fossili. Le formelle del pavimento sono racchiuse in cornici di marmo bianco di Carrara. Il tamburo sopra il presbiterio è decorato a monocromo da ignoto con scene della vita di Gesù nei pennacchi; nell'ordine superiore si scorgono quattro profeti: Mosè, Isaia, Daniele e Davide. Dall'atrio si accede alla cappella invernale, già sacrestia, con tela dell' Eterno Padre, mentre sulla parete sinistra è posto un bassorilievo ligneo del 1940 di Amleto Sartori, riproducente la Pietà. Si trova inoltre una statua lignea settecentesca di San Francesco di Paola e un San Cristoforo in legno dipinto del XV secolo; sulla parete una serie di tavolette in legno dipinto del XVI e XVII secolo, probabili elementi decorativi di un soffitto a cassettoni.